# Шушакова, Татьяна Сергеевна
Татьяна Сергеевна Шушакова (Ракшня) (род. 27 февраля 1981, Омск) — российская самбистка и дзюдоистка, чемпионка и призёр чемпионатов России по дзюдо, чемпионка мира по самбо, мастер спорта России международного класса. Член сборной команды страны в 1999-2010 году. Представляла спортивный клуб Вооружённые силы (Омск). Её наставниками были Татьяна Ивашина и Виктор Иващенко. Завершила спортивную карьеру в 2010 году.

## Спортивные результаты
- Чемпионат России по дзюдо 2001 года — ;
- Чемпионат России по дзюдо 2002 года — ;
- Чемпионат России по дзюдо 2003 года — ;
- Чемпионат России по дзюдо 2006 года — ;
- Чемпионат России по дзюдо 2008 года — ;
- Чемпионат России по дзюдо 2009 года — ;